# Gréta Gurisatti
Gréta Gurisatti, née le 14 mai 1996 à Dunaújváros (Hongrie), est une joueuse hongroise de water-polo. Elle est médaillée de bronze aux Jeux de 2020.

## Carrière
Vanda Vályi remporte la médaille de bronze lors du tournoi des Jeux olympiques d'été de 2020.

## Palmarès

### Jeux olympiques
- Jeux olympiques d'été de 2020 à Tokyo ( Japon) :
  -  médaille de bronze du tournoi féminin

### Championnats du monde
- Championnats du monde 2022 à Budapest ( Hongrie) :
  -  médaille d'argent du tournoi féminin

### Championnats d'Europe
- Championnats d'Europe 2020 à Budapest ( Hongrie) :
  -  médaille de bronze du tournoi féminin